# Diego Sánchez Paredes
Diego Omar Sánchez Paredes (Corrientes, Argentina; 22 de abril de 1991) es un futbolista argentino. Juega como mediocampista central y su primer equipo fue Boca Unidos de Corrientes. Actualmente milita en Ben Hur de Rafaela del Torneo Regional Amateur.

## Clubes
| Club                      | País      | Año       |
| ------------------------- | --------- | --------- |
| Boca Unidos de Corrientes | Argentina | 2011-2018 |
| FC Encamp                 | Andorra   | 2018-2019 |
| Boca Unidos de Corrientes | Argentina | 2019-2021 |
| Ben Hur de Rafaela        | Argentina | 2021-?    |